# TMEM268
TMEM268 (англ. Transmembrane protein 268) – білок, який кодується однойменним геном, розташованим у людей на короткому плечі 9-ї хромосоми. Довжина поліпептидного ланцюга білка становить 342 амінокислот, а молекулярна маса — 37 569.
| 10         |  | 20         |  | 30         |  | 40         |  | 50         |
| ---------- |  | ---------- |  | ---------- |  | ---------- |  | ---------- |
| MACEPQVDPG |  | ATGPLPPSSP |  | GWSALPGGSP |  | PGWGQELHNG |  | QVLTVLRIDN |
| TCAPISFDLG |  | AAEEQLQTWG |  | IQVPADQYRS |  | LAESALLEPQ |  | VRRYIIYNSR |
| PMRLAFAVVF |  | YVVVWANIYS |  | TSQMFALGNH |  | WAGMLLVTLA |  | AVSLTLTLVL |
| VFERHQKKAN |  | TNTDLRLAAA |  | NGALLRHRVL |  | LGVTDTVEGC |  | QSVIQLWFVY |
| FDLENCVQFL |  | SDHVQEMKTS |  | QESLLRSRLS |  | QLCVVMETGV |  | SPATAEGPEN |
| LEDAPLLPGN |  | SCPNERPLMQ |  | TELHQLVPEA |  | EPEEMARQLL |  | AVFGGYYIRL |
| LVTSQLPQAM |  | GTRHTNSPRI |  | PCPCQLIEAY |  | ILGTGCCPFL |  | AR         |

A: Аланін

C: Цистеїн

D: Аспарагінова кислота

E: Глутамінова кислота

F: Фенілаланін

G: Гліцин

H: Гістидин

I: Ізолейцин

K: Лізин

L: Лейцин

M: Метіонін

N: Аспарагін

P: Пролін

Q: Глутамін

R: Аргінін

S: Серин

T: Треонін

V: Валін

W: Триптофан

Задіяний у такому біологічному процесі, як альтернативний сплайсинг. 
Локалізований у мембрані.